# 입술 뒤틀린 사나이
《입술 뒤틀린 사나이》(The Man with the Twisted Lip)는 아서 코넌 도일의 56개 셜록 홈즈 단편 소설 중 하나이며, 단편집 《셜록 홈즈의 모험》의 여섯 번째 작품이다. 이 작품은 1891년 스트랜드 잡지(Strand Magazine)에 처음 발표되었다.

## 줄거리
늦은 밤 왓슨박사 아내의 친구가 찾아온다. 아편 중독인 그녀의 남편이 며칠간 행방불명인데 틀림없이 런던의 동쪽 끝 아편굴에 있을 거라고 확신한다. 너무 걱정이 된 나머지 왓슨의 도움으로 남편을 데려오기 위해 밤늦게 찾아오게 된 것이다. 왓슨은 아편굴에서 그녀의 남편 뿐만 아니라 노인으로 변장한 셜록 홈즈도 만나게 된다. 홈즈는 사건에 필요한 정보를 아편굴에서 수집중이었다.
존경받는 사업가인 네빌 세인트 싱클레어씨가 실종된 사건이었다. 더욱더 이상한 점은 싱클레어 부인은 아편굴 2층 창문에서 그녀의 남편을 보았다고 확신한다는 점이다. 그는 그녀를 보자마자 창문 뒤로 사라졌고 싱클레어 부인은 무슨 안좋은 일이 발생했다고 더욱 확신하게 되었다.
당연히 그녀는 그 건물 안으로 들어가려고 했지만 아편굴의 주인이 그녀를 막았다. 그녀는 경찰을 불러 건물로 들어갔지만 싱클레어씨를 찾을 수 없었다. 그녀가 창문을 통해 남편을 본 방에는 더럽고 흉하게 생긴 '휴 분'이란 거지가 있었다. 경찰이 이 신고를 부인의 착각으로 처리하려고 할 때 싱클레어 부인이 장난감 블록을 발견했다. 그 장난감 블록은 싱클레어씨가 아들에게 사다주기로 약속했던 것이다. 방을 좀 더 조사하자 남편의 옷가지들이 발견되었다. 나중에는 그 빌딩 아래의 템즈강에서 호주머니에 동전이 가득한 그의 코트도 발견되었다. 거지는 체포되어 경찰에 구금되고 홈즈는 싱클레어씨가 살해되었을 것이라고 믿게되었다. 그러나 싱클레어씨 실종 며칠 후 부인은 남편이 직접 쓴 편지를 받게된다. 이 편지로 인해 홈즈는 자신의 추리를 수정하게 되고 마침내 기발하게 사건을 해결하게 된다. 가지고 간 목욕용 수세미로 홈즈가 분의 더러운 얼굴을 문지르자 얼굴의 오물이 떨어지고 맨 얼굴이 드러났는데 다름 아닌 바로 네빌 세인트 싱클레어씨의 얼굴이었다.

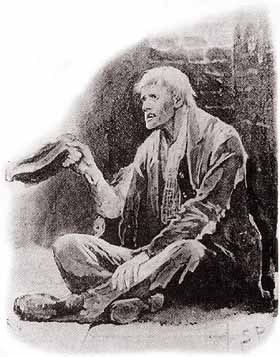
입술 뒤틀린 사나이

싱클레어씨는 이중생활을 한 것 같았다. 한편으로는 존경받는 사업가로, 또 다른 한편으로는 거지의 삶을 살았던 것이다. 젊은 시절, 신문기자가 되기 전 그는 배우생활을 했었다. 기사를 쓰기 위해 잠시동안 그는 거지로 변장을 했는데 구걸로 벌어들인 돈이 꽤 많았다. 후에 빚을 갚기 위해 그는 다시 거리로 나와 구걸을 한 것이다. 신문기자와 고소득 거지의 갈림길에서 그는 결국 거지를 택했다. 구걸로 벌어들인 소득은 상당해서 사회적 위치, 결혼, 가족까지 꾸릴 정도였다. 부인은 그의 직업을 전혀 몰랐고 홈즈는 다시 구걸을 하지 않는다는 조건으로 싱클레어씨의 비밀을 지켜주기로 했다.
이 작품은 홈즈 이야기들 중에서 두 가지 면에서 특이한 점이 있다. 사건은 해결되었지만 범죄도 없고 범인도 없다는 점, 그리고 다른 이야기와는 달리 홈즈(실은 도일)가 사건해결 과정을 설명하지 않고 독자에게 맡긴다는 점(실마리는 작품 속에 충분히 있지만)

## 흥미로운 점
현대적인 관점에서 볼 때 그 당시 마약 사용은 범죄가 아니라는 것이다. 비록 아편굴은 범죄와 지하세계에 연결되어 있지만 공개적이고 합법적으로 운영되었다. 1889년 런던에서는 아편 또는 다른 마약 판매 자체는 범죄가 아니었고 아무도 그것이 범죄라고도 생각하지 않았다.